# Айс, Изабель
Изабель Айс (англ. Isabel Ice, настоящее имя — Клэр Марш (англ. Claire Marsh); р. 15 апреля 1982 г.) — британская порноактриса.

## Биография
Изабель Айс (настоящее имя — Клэр Марш) родилась в городе Кардифф, Уэльс (Великобритания) в апреле 1982 года. Жила в Гламорганшире и посещала католическую школу, пока ей не исполнилось 16 лет. Затем вернулась в Кардифф, где училась в университете. Не окончила обучение, так как переехала в Таиланд, где работала преподавателем английского языка в течение года. После этого вернулась в Великобританию. Поселилась в Лондоне и училась в университете, где получила степень бакалавра в области криминологии и изучения английского языка. После недолгого пребывания в Испании и работы в клубе в Сохо, в 2003 году получает предложение работать в порноиндустрии США.
Некоторые фильмы: Private Specials 2 — British MILFS, Hairy Pussy Shampooed With Cum, Best of British, Load Warriors, Poker Room, She’s Got a Cum Fixation 2, Team Squirt 7.
Выиграла премию AVN в 2007 году за лучшую сексуальную сцену в зарубежном фильме (Out Numbered 4). В 2008 году была представлена в той же номинации за роль в Rocco Animal Trainer 23. Кроме того, в те же годы была награждена премией UKAFTA британской индустрии, которая назвала её лучшей британской актрисой в 2007 году и лучшей актрисой второго плана в 2008 году.
В 2009 году решила уйти в отставку. По данным на 2020 год, Изабель Айс снялась в 309 порнофильмах.

## Награды и номинации
| Год  | Церемония  | Результат | Номинация                                    | Работа                  |
| ---- | ---------- | --------- | -------------------------------------------- | ----------------------- |
| 2007 | AVN Awards | Номинация | Лучшая иностранная исполнительница года      |                         |
| 2007 | AVN Awards | Победа    | Лучшая сексуальная сцена в зарубежном фильме | Out Numbered 4          |
| 2007 | UKAFTA     | Победа    | Премия BGAFD Лучшей британской актрисе       | н/д                     |
| 2008 | AVN Awards | Номинация | Лучшая иностранная исполнительница года      |                         |
| 2008 | AVN Awards | Номинация | Лучшая сексуальная сцена в зарубежном фильме | Rocco Animal Trainer 23 |
| 2008 | UKAFTA     | Победа    | Лучшая актриса второго плана                 | н/д                     |